# Paludicella pentagonalis
Paludicella pentagonalis is een mosdiertjessoort uit de familie van de Paludicellidae. De wetenschappelijke naam van de soort is voor het eerst geldig gepubliceerd in 1916 door Annandale.